# Garza (torrente)
Il Garza è un torrente che scorre nella provincia di Brescia.

## Idronimo
Il nome attuale del torrente, Garza, sembra derivare dal longobardo Wardia, che a sua volta potrebbe derivare dal reto-latino gava - gavera - gaveretia, che significa "fiume incassato" o warda - garda, che significa "specchio d'acqua". Altre fonti lo fanno derivare dal longobardo garza, che significa "cardo selvatico"
Il nome latino sembra essere gortia oppure melum.

## Corso del fiume

### Percorso attuale
Nasce nel comune di Lumezzane, dal monte Prealba, da più sorgenti rilevabili a quote variabili tra 1200 e 710 m s.l.m., a circa metà strada tra Lumezzane e Agnosine e percorre in successione la Val Bertone, la Valle del Garza, area di interesse storico che prende il nome dal corso d'acqua e la bassa Val Trompia. Attraversa i territori comunali di Caino, Nave e Bovezzo e, seguendo il percorso della Strada statale 237 del Caffaro, giunge fino a Brescia. Il torrente aggira il percorso delle antiche mura venete e si allontana all'altezza del Canton Mombello per poi affiancare la Strada statale 236 Goitese e giungere presso il quartiere San Polo. Prosegue il suo corso lungo l'Alta pianura bresciana, attraversando i territori comunali di Borgosatollo, Castenedolo e Ghedi, dove spaglia presso la località Santa Lucia.
Il suo bacino imbrifero e di 73 km² e presenta una lunghezza di 45 km. Fino al 1947 si immetteva naturalmente nel fiume Mella a Bagnolo, ma il suo corso è stato deviato per portare acqua ai territori di brughiera, che per la siccità nei periodi estivi perdeva buona parte dei raccolti.
Dalla città di Brescia si diparte un secondo ramo, denominato Garzetta, che, affiancando la strada provinciale IX detta Quinzanese, attraversa gli abitati di Fornaci e Fenili Belasi. Sfocia nel Mella, poco dopo questa località, nei pressi di Capriano del Colle.

### Percorso storico

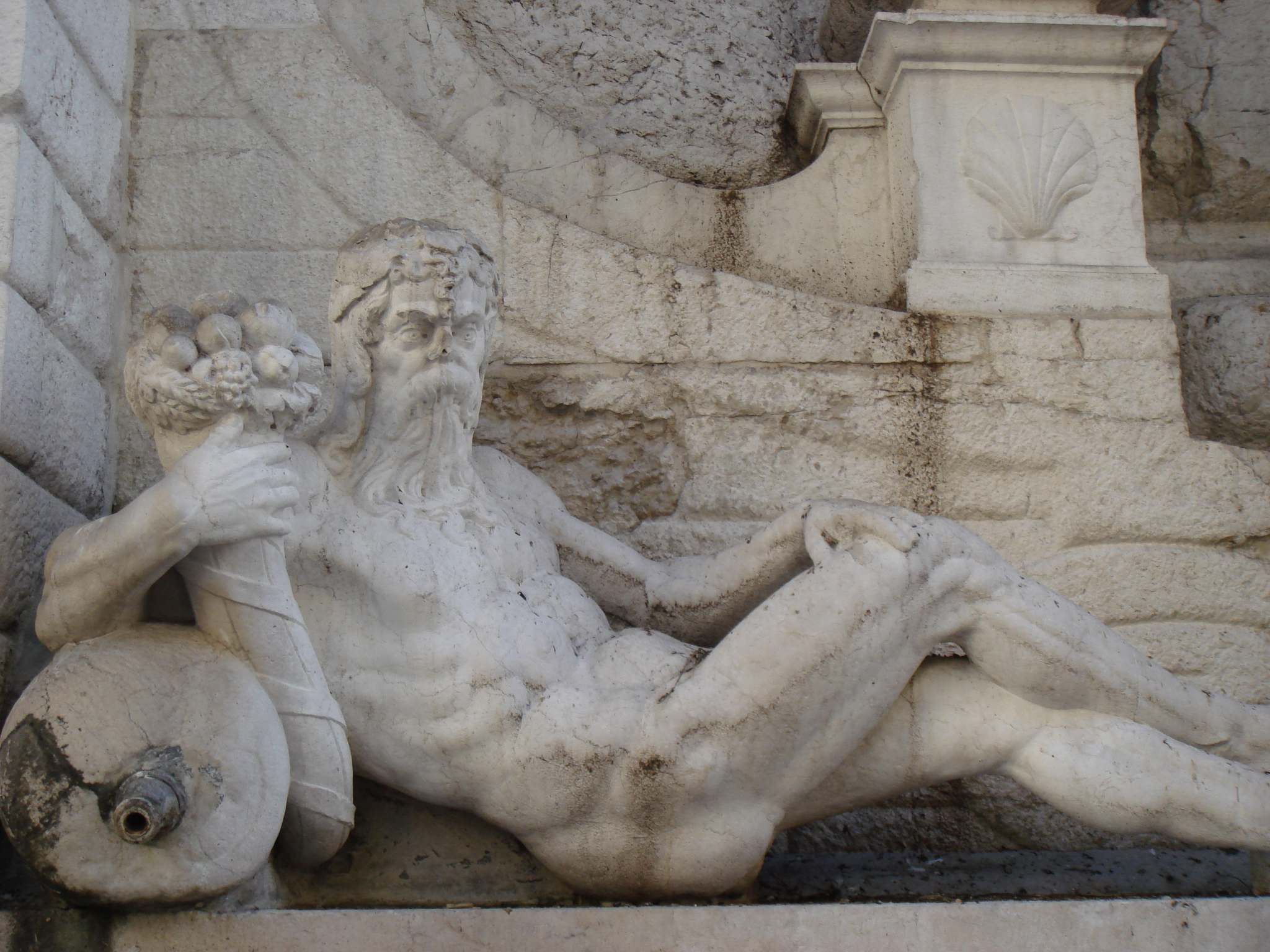
Pier Maria Bagnadore, fontana della Pallata a Brescia, particolare, Allegoria del torrente Garza.

L'attuale corso è dovuto alle conseguenze dell'opera di fortificazione della città di Brescia operata dagli ingegneri della Repubblica di Venezia fra il 1516 e il 1610, che culminarono con la costruzione delle cosiddette mura venete in sostituzione della precedente seconda cinta muraria di origine medievale.
In quell'epoca fu infatti deciso di deviare il corso del Garza nella fossa attorno alle mura, immettendolo nel Naviglio fra Canton Mombello e San Polo. Alla fine del XVIII secolo il suo corso fu prolungato fino allo spaglio di Ghedi.
In precedenza, a quanto risulta dalla carta geografica contenuta nel Chronicum Brixianum disegnata da Elia Capriolo all'inizio del Cinquecento, il corso del Garza entrava nella cerchia delle mura medioevali. Il torrente percorreva il centro dell'attuale via San Faustino, passava sotto la chiesa di Sant'Agata e quindi affiancava l'attuale via Gramsci, uscendo nella campagna a meridione della città presso una porta costruita appositamente; poi scendeva verso la località Garza di San Zeno Naviglio, lambendo in successione Folzano, l'Aspes e Poncarale, attraversava la località Castelvecchio di Bagnolo Mella e proseguiva in direzione Manerbio, sfociando nel fiume Mella nei pressi del ponte della strada postale per Cremona (l'attuale ex strada statale 45 bis).
L'alveo originario di questo percorso si è mantenuto intatto nel tratto a sud di Folzano, alimentato dai fontanili presenti nella campagna fra San Zeno Naviglio e Flero. Qui il torrente ha assunto la denominazione di Molone, sebbene nel linguaggio corrente si utilizzi impropriamente anche il termine Garza e in alcune idrografie sia chiamato Garza-Molone. Secondo il Guerrini (1926), l'idronimo di Molone deriverebbe dal fatto che il torrente occuperebbe un antico alveo del fiume Mella, originatosi quando nel periodo romano quest'ultimo fiume passava a settentrione e ad oriente del Monte Netto, fra Flero e Poncarale. Stando al Bonaglia (1975), il Garza spagliava a Flero nel periodo successivo al completamento della costruzione della seconda cinta muraria medievale (1249) ed era stato incanalato nell'alveo di quello che un tempo era stato il Mella allo scopo di bonificare l'area flerese. L'ipotesi dell'impiego del paleoalveo sarebbe dimostrata dalle anse e dai terrazzamenti presenti nelle vicinanze dell'alveo del Molone i quali possono essere stati formati solo da un fiume avente una portata paragonabile a quella del Mella.
Alla fine degli anni Ottanta dell'800, il problema delle piene del Garza fu al centro delle controversie fra Provincia di Brescia e Societè Anonyme: il 9 ottobre 1890 il Tribunale di Brescia condannò l'amministrazione a rimborsare i danni delle piene subiti dalla società belga e a rispettare gli impegni di risoluzione del problema, promessi già fin dal 1879, ma mai mantenuti, con sentenza ribadita il 27 febbraio 1893. Di conseguenza tra il 1894 e il 1896 si predispose la progettazione di una variante, mai realizzata, che dal Canton Mombello avrebbe collegato San Polo, passando di fronte al nuovo manicomio cittadino. Nel 1899, si preferì alzare la strada dall'imbocco per Mantova fino a San Polo, lungo un percorso di circa 3 chilometri, rinforzando l'argine del torrente.